# Mocira
Mocira – wieś w Rumunii, w okręgu Marmarosz, w gminie Recea. W 2011 roku liczyła 955 mieszkańców.